# 纳翁河
纳翁河（法語：Nahon，法語發音：[na.ɔ̃]）是法国中央-盧瓦爾河谷大區安德尔省的河流，是富宗河的左支流，长43.6千米。